# 帕琳亞·查倫朋

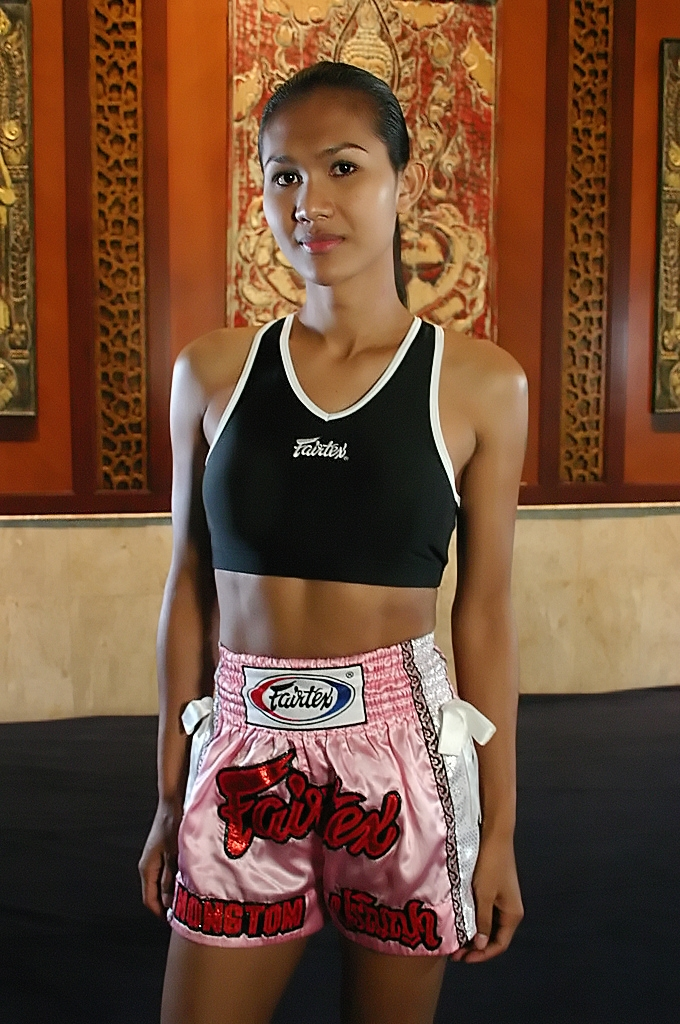
帕莉亞

帕莉亞（Parinya Charoenphol，泰文：น้องตุ้ม ปริญญา เจริญผล，又譯巴林亞，1981年7月9日—），泰國人，又名龍唐。是泰國有名變性女泰拳冠軍，也作過模特兒和演員。她的故事曾被拍成電影《美麗拳王》。
帕莉亞生於清邁，是個男孩，但他一直想作女性。在小時進入佛寺當僧侶之後，開始練習泰拳，後來加入春武里的一間泰拳訓練營。和許多拳手一樣，帕莉亞希望賺取比賽的獎金來養家。除此之外她還希望籌備自己的變性費用（國家地理報導）。她在1998年在曼谷Lumpini體育館勝出之後開始以別名龍唐出名，泰國媒體對於這個Kathoey（在泰語指變性女性）塗口紅上場，擊敗對手後還會親吻他的風格很感興趣。雖然在此之前泰國政府已經禁止Kathoey參加國家代表隊打排球，龍唐還是被政府觀光單位捧為振興泰拳的明星。在此時她上過數個雜誌，也演出過許多泰國MV，並出賽日本。1998年秋，龍唐不再為主流或泰拳媒體報導。1999年她宣布退出泰拳，改作歌手，並於同年完成變性手術。2003年，她的故事在由泰裔導演亞格差烏干騰利用新加坡關係拍成電影《美麗拳王》，由職業泰拳拳手亞山里蘇璜飾演龍唐，片中對手也都是職業泰拳拳手。國家地理雜誌也在同年製作過關於她的紀錄片。2004年她在曼谷開了一間泰拳訓練營。
2006年2月26日她以「Fairtex健身房之龍唐」（Nong Tum Fairtex Gym）之名復出參與比賽，在芭塔雅的表演賽中出戰日本選手「拳四郎」（Kenshiro Lookchaomaekhemthong）。比賽前她表示不確定憑變性後的身體狀況能否獲勝。這場比賽，帕莉亞在三回合後贏得裁判勝利。對手靠近左眼處因肘擊受了割傷。帕莉亞在為比賽作了密集訓練之後，擔心自己的身體又會男性化。
2006年3月21日，帕莉亞來到台灣大學出席美麗拳王在台灣的首映。
一般預期帕莉亞會在2006年在拉斯維加斯與世界級職業女拳擊手露西婭·瑞基克進行一場表演賽。

## 引言
電影《美麗拳王》導演，亞格差烏干騰利評帕莉亞：
- "He is man enough to be a woman."
  - 「他有足以當一個女人的男子氣概。」